# شایوولزد
شایوولزد (به مجاری:  Sajóvelezd) یک منطقهٔ مسکونی در مجارستان است که در بورشود-آبااوی-زمپلن واقع شده‌است.